# Jellie Brouwer
Jellie Brouwer (Groningen, 21 januari 1964 – Scheveningen, 18 juni 2023) was een Nederlands journalist, moderator, columnist en presentator.

## Levensloop
Ze ging van huis naar het gymnasium, maar zag snel in dat ze het niet zou halen; ze brak die studie af.
Ze ging naar de School voor Journalistiek in Utrecht. Na een schrijvend bestaan bij de VVDM en Het Vrije Volk kwam ze bij Radio West terecht. Daar werkte ze als presentator en verslaggever.
Daarna werkte ze jarenlang als redacteur en verslaggever voor verschillende radio- en televisieprogramma's, zoals TV3, RUR en Ischa. Daarbij zag ze dat ze niet zozeer wilde meewerken, maar dat ze zelf interviews wilde afnemen.
Ze maakte diverse radioprogramma's voor de NOS, de AVRO en Radio West.
Vanaf 1992 presenteerde ze radioprogramma's voor de NOS (later de NPS): Radio Uit, Nieuws op 1, De Recensenten en vanaf 2001 tot februari 2023 Kunststof. Als journalist richtte ze zich op het gesproken en geschreven interview. Voor het maandblad Zin was ze columnist. Voor VUmc schreef ze jaarlijks een essay. Voor het voormalige Centrum Beeldende Kunst Utrecht (CBKU) presenteerde ze ZAP U.
Een van Brouwers laatste radio-interviews was met Emiel Rutgers, chirurg-oncoloog, die haar in 2017 wegens borstkanker had behandeld. In dit vraaggesprek, dat werd uitgezonden op 26 december 2022, vertelde ze dat bij haar opnieuw kanker was geconstateerd. In de uitzending van Kunststof van 12 juni 2023 werd bekendgemaakt dat Brouwer ernstig ziek was. Ze overleed zes dagen later, op 18 juni 2023, aan de gevolgen van maagkanker.
Jellie bleef vaak op de achtergrond, maar in de uitzending van 9 oktober 2019 van De Wereld Draait Door vielen ineens de schijnwerpers op haar. Nico Dijkshoorn (vaste gast van het programma) had net een lofrede over haar afgestoken. Presentator Matthijs van Nieuwkerk stelde daarop voor dat zij dan het interview met de volgende gast Rafael van der Vaart zou afnemen en gaf haar zijn stoel.

### Privéleven
Jellie Brouwer had een relatie met Philip Kroonenberg, die haar en haar ziekte bezong op zijn album Some more time. Ze kregen drie dochters.
Haar ziekte bleek een erfelijke component te hebben. Zij, dochter van H. Brouwer en C. Brouwer-Smits, verloor haar vader op driejarige leeftijd aan die ziekte. Ook haar zusje Gea viel er ten prooi aan; zij werd in 1971 slechts vier jaar oud. Broer Harry stierf op 3 mei 2023 aan maagkanker.